# مالو مالوفو
مالو مالوفو (به بلغاری: Malo Malovo) روستایی در بلغارستان است که در استان صوفیه واقع شده‌است.